# Harry Tong
Harry Tong (chiń. 汤哈利; pinyin Tāng Hālì) – dwukrotny kandydat na prezydenta Kiribati, lider stojącej w opozycji do prezydenta partii Maneaban Te Mauri (Protect the Maneaba), największego ugrupowania w parlamencie. Brat byłego prezydenta Kiribati Anote Tonga.
Syn chińskiego emigranta osiadłego na Wyspach Gilberta w czasie II wojny światowej oraz przedstawicielki jednego z tamtejszych plemion, dwa razy startował w wyborach prezydenckich. W 1998 nieznacznie przegrał z Teburoro Tito, natomiast w 2003 w niejasnych okolicznościach uległ swojemu młodszemu bratu, Anote.